# Рингольд
Ринго́льд (Рынгольт) — персонаж легендарного сказания о Палемоновичах, включенного в белорусско-литовские летописи. Согласно легенде, Рингольд — князь, сын новогородского (новогрудского) князя Альгимонта.
Имя Рынгольт, которое приписывается отцу князя Миндовга в белорусско-литовских летописях, является генеалогической фикцией позднейших авторов (достоверных сведений об отце Миндовга не имеется, а Ливонская рифмованная хроника указывает только, что отец Миндовга был «великим королём»).

## Краткие сведения

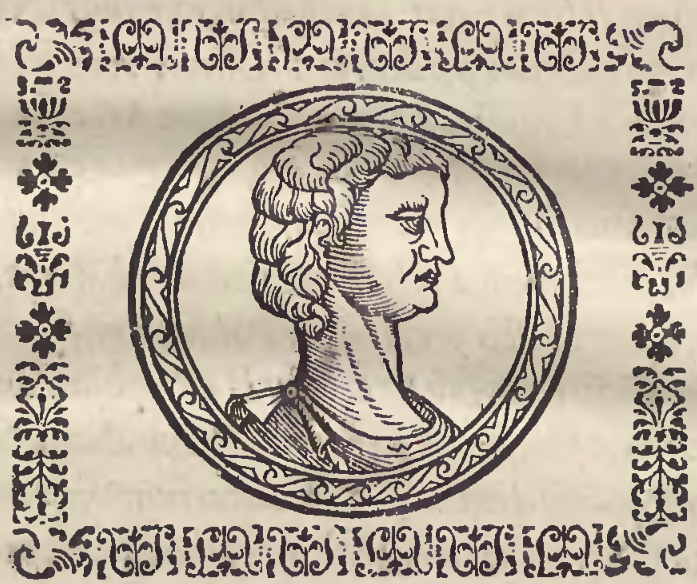
Князь Рингольд из «Описания Европейской Сарматии»

Информация о Рингольде находится в легендарной части летописей, являющихся различными списками и компиляциями Хроники Великого княжества Литовского и Жомойтского. Легенда начинается с сообщения как 500 семей римской знати времён императора Нерона прибыли в Литву морем. Завершается же легенда, по мнению Н. Н. Улащика, словами «тому конец», которыми заканчивается рассказ о смерти князя Рингольда, сына Альгимонта в своей столице Новогрудок после победоносной битвы у Могильно. Выражение «тому конец» связано как с завершением рода Палемона на Рингольде, так и с завершением легенды.

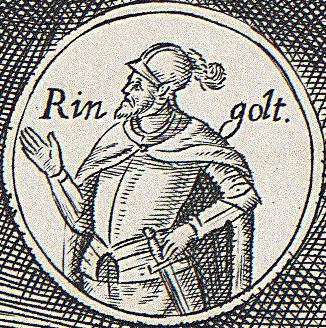
Князь Рингольд. Работа графика конца XVII — начала XVIII века Александра Тарасевича

В разных списках легенды «конец» неодинаков. В двух списках Рингольд умер не оставив потомства. В других списках говориться, что по известиям «иных» у Рингольда после битвы у Могильно родилось трое сыновей, а один из них Войшелк стал новогрудским князем. Но и здесь в части списков в этом уверены, а в части сомневаются.
В работах польского хрониста XVI века Матея Стрыйковского «О началах, истоках, достоинствах, делах рыцарских и внутренних славного народа литовского, жмудского и русского, доселе никогда никем не исследованная и не описанная, по вдохновению божьему и опыту собственному» и «Хронике польской, литовской, жмудской и всей Руси» также содержатся легендарные данные, основанные на летописях. Однако местами есть разница: более у «Начал» и менее у «Хроники». По мнению Н. Н. Улащика, в «Началах» Стрыйковский больше фантазировал, а в «Хронике» более следовал летописям, которые тоже были достаточно фантастическими.
Историк Улащик полагал, что на Рингольде первоначальный текст легенды заканчивался. Но потом появилась необходимость увязки её с реальными историческими лицами, и сделать это было проще всего приписав Рингольду потомство, то есть дописать промежуточную часть между Рингольдом и Гедемином.
Во всех летописях и хрониках сказано, что Рингольд стал править в Новогрудке по праву наследования. У Стрыйковского в «Началах» показано иначе, что по мнению Улащика было измышлениями самого Стрыйковского. В «Началах» сказано, что Рингольд занял трон в Новогрудке в 1200 году и князем он стал не по праву наследства, а выдвинут на престол всеми сословиями княжества. Также в «Началах» сказано, что он был первым кто назывался князем литовским, так как Жмудь, Литва и Новогрудок достались ему одному. Далее утверждается, что Рингольд по возвращению из-под Могильно «уробил» трех сыновей, среди которых был Миндовг. Затем следует пассаж, что «Литва опрометчиво и глупо в своих летописях не вспоминает» и что сыном Рингольда был Миндовг.

## Комментарии
1. ↑  Известны шесть летописей, содержащих легенду — Археологического общества, Красинского, Рачинского, Ольшевская, Румянцевская, Евреиновская, все являющиеся различными редакциями и списками Хроники Великого княжества Литовского и Жомойтского и две хроники — хроника Быховца и Хроника литовская и жмойтская, являющаяся компиляцией XVII века (Улащик, 1985, с. 130)
2. ↑  Летопись Красинского и Евреиновская летопись
3. ↑  Летопись археологического общества, Ольшевская и Румянцевские летописи
4. ↑  Летопись Рачинского